# Olaus Olssons Kolimport AB
Olaus Olssons kolimport AB var ett företag för import av kol och koks.
Bolaget bildades 1896 och ombildades 1921 under namnet Firma Olaus Olssons nya kolimport AB, 1928 antog man namnet Olaus Olssons kolimport AB.
1937 köpte Kooperativa Förbundet 50 % av aktierna och 1963 fusionerades bolaget med Oljekonsumenternas förbund.